# Пилейски мост
Пилейският мост (на гръцки: Ρωμαϊκό Γεφύρι της Πυλαίας) е недействащ каменен античен римски акведукт в Егейска Македония, Гърция. Намира се в солунското градче Пилеа и заедно с Хортачкия мост е част от римската водоснабдителна система на Солун. Датира от късната античност – V век сл. Хр. Построен е от камък и има три свода.